# Nossa Senhora da Luz
Nossa Senhora da Luz (também chamada de Nossa Senhora das Candeias, Nossa Senhora da Candelária ou Nossa Senhora da Purificação) é um título mariano pelos quais a Igreja Católica venera a Santíssima Virgem Maria. Sob essas designações, é particularmente cultuada em Portugal e Brasil apesar de o surgimento do culto ter sido nas Ilhas Canárias, na Espanha.
É sincretizada nas religiões afro-brasileiras com a orixá Oxum, juntamente com Nossa Senhora dos Prazeres.

## História
A origem da devoção à Senhora da Luz tem os seus começos na festa da apresentação do Menino Jesus no Templo e da purificação de Nossa Senhora, quarenta dias após o nascimento de Cristo (sendo celebrada, portanto, no dia 2 de Fevereiro). De acordo com a lei mosaica, as parturientes, após darem à luz, ficavam impuras, devendo inibir-se de visitar o Templo de Jerusalém até quarenta dias após o parto; nessa data, deviam apresentar-se diante do sumo-sacerdote a fim de apresentar o seu sacrifício (um cordeiro e duas pombas ou duas rolas) e, assim, purificar-se. Desta forma, São José e a Santíssima Virgem Maria apresentaram-se diante de Simeão para cumprir o seu dever. Este, depois de lhes ter revelado maravilhas acerca do filho que ali lhe traziam, teria-lhes proferido a Profecia de Simeão: «Agora, Senhor, deixa partir o vosso servo em paz, conforme a Vossa Palavra. Pois os meus olhos viram a Vossa salvação que preparastes diante dos olhos das nações: Luz para aclarar os gentios e glória de Israel, vosso povo» (Lucas 2:29–33).
Com base na festa da apresentação de Jesus/purificação da Virgem, nasceu a festa de Nossa Senhora da Purificação; do cântico de São Simeão (conhecido pelas suas primeiras palavras em latim: o Nunc dimittis), que promete que Jesus será a luz que irá aclarar os gentios, nasce o culto em torno de Nossa Senhora da Luz/das Candeias/da Candelária, cujas festas eram, geralmente, celebradas com uma procissão de velas, a relembrar o facto.

## Aparição

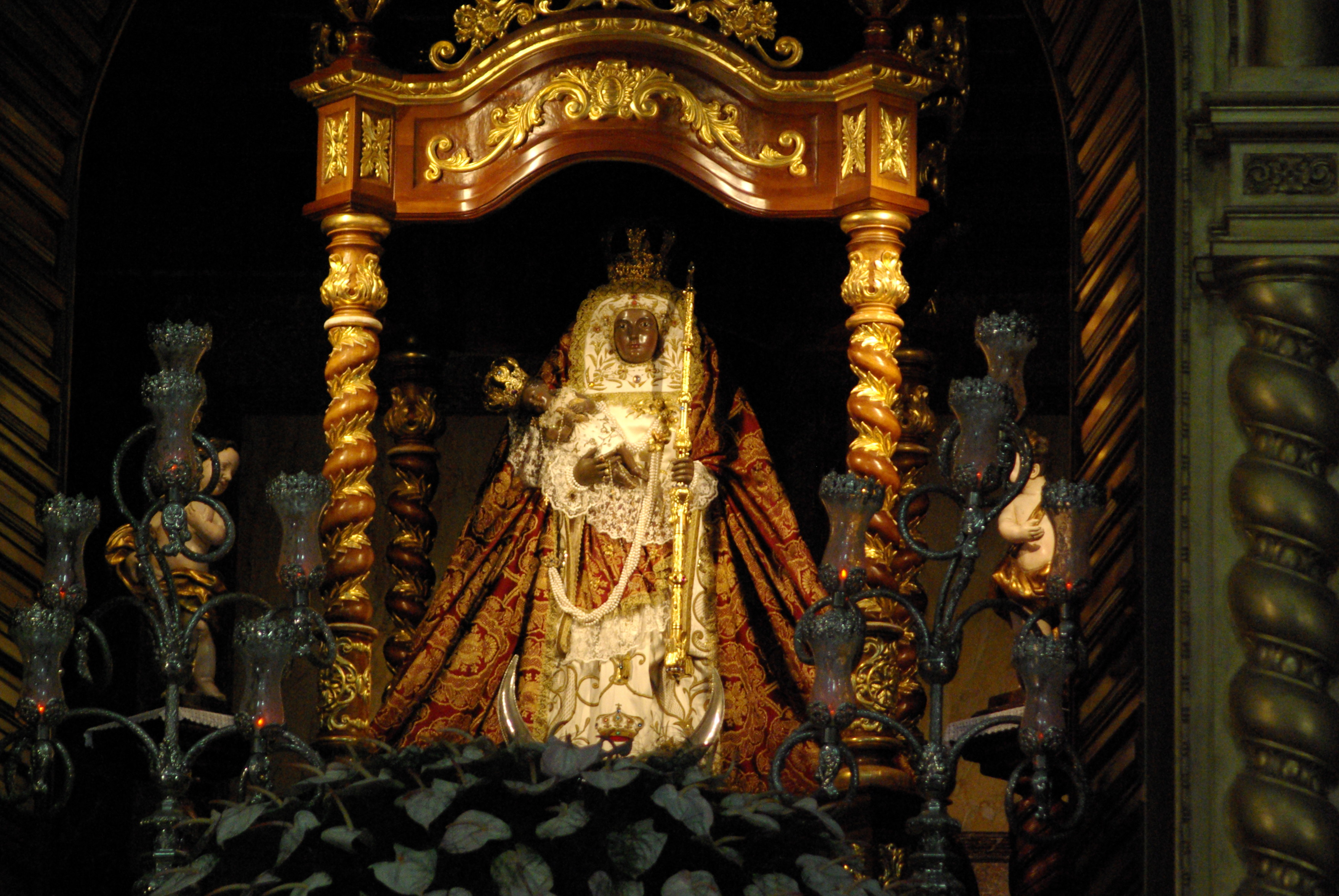
Andor com a imagem da Virgem da Candelária, santa padroeira das Ilhas Canárias (Tenerife)

A Virgem da Candelária ou Luz teria aparecido em uma praia na ilha de Tenerife, nas Ilhas Canárias, na Espanha, em 1400. Os nativos guanches da ilha teriam ficado com medo e tentado atacá-la, mas suas mãos teriam ficado paralisadas. A imagem teria sido guardada em uma caverna, onde, séculos mais tarde, foi construído o Templo e Basílica Real da Candelária (em Candelária). Mais tarde, a devoção se espalhou pela América. 
É santa padroeira das Ilhas Canárias, sob o nome de Nossa Senhora da Candelária.

## Invocação e expansão do culto
Nossa Senhora da Luz era tradicionalmente invocada pelos cegos (como afirma o padre António Vieira no seu "Sermão do Nascimento da Mãe de Deus": "Perguntai aos cegos para que nasce esta celestial Menina, dir-vos-ão que nasce para Senhora da Luz [...]"), e tornou-se particularmente cultuada em Portugal a partir do início do século XV; segundo a tradição, deve-se a um português, Pedro Martins, muito devoto de Nossa Senhora, que teria descoberto uma imagem da Mãe de Deus por entre uma estranha luz, no sítio de Carnide, no termo de Lisboa. Aí, se fundou, de imediato, um convento e igreja a ela dedicada, que conheceu grande incremento devido à acção mecenática da infanta D. Maria de Portugal, Duquesa de Viseu, filha do rei D. Manuel I e sua terceira esposa, D. Leonor de Habsburgo.
A partir daí, a devoção à Senhora da Luz cresceu e, com a expansão do Império Português, também se dilatou pelas regiões colonizadas, com especial destaque para o Brasil, onde é a santa padroeira da cidade de Curitiba, capital do Paraná (veja-se a lenda de Nossa Senhora da Luz), Santo Amaro/Bahia, Guarabira/Paraíba, Candelária/Rio Grande do Sul, Pinheiro Machado/Rio Grande do Sul, Itu/São Paulo, Indaiatuba/São Paulo, Corumbá/Mato Grosso do Sul e em Nonoai/Rio Grande do Sul. Em Juazeiro do Norte, no Ceará, em Matriz da Luz/São Lourenço de Mata/PE, onde se encontra umas das igrejas mais antigas do Brasil (1540), ocorre, todos os anos, uma grande romaria em sua homenagem.

## Ditado popular
«Em dia da Senhora das Candeias, se estiver o Céu a rir, está Inverno p´ra vir, se estiver a chorar, está o Inverno a passar!...» — ditado popular que pretende prever o tempo do próximo futuro, consoante esteja sol ou a chover nesse dia. Se estiver o céu limpo de nuvens, então ainda virá tempo muito chuvoso; se estiver a chover, então em breve virá tempo soalheiro.

## Santa Padroeira

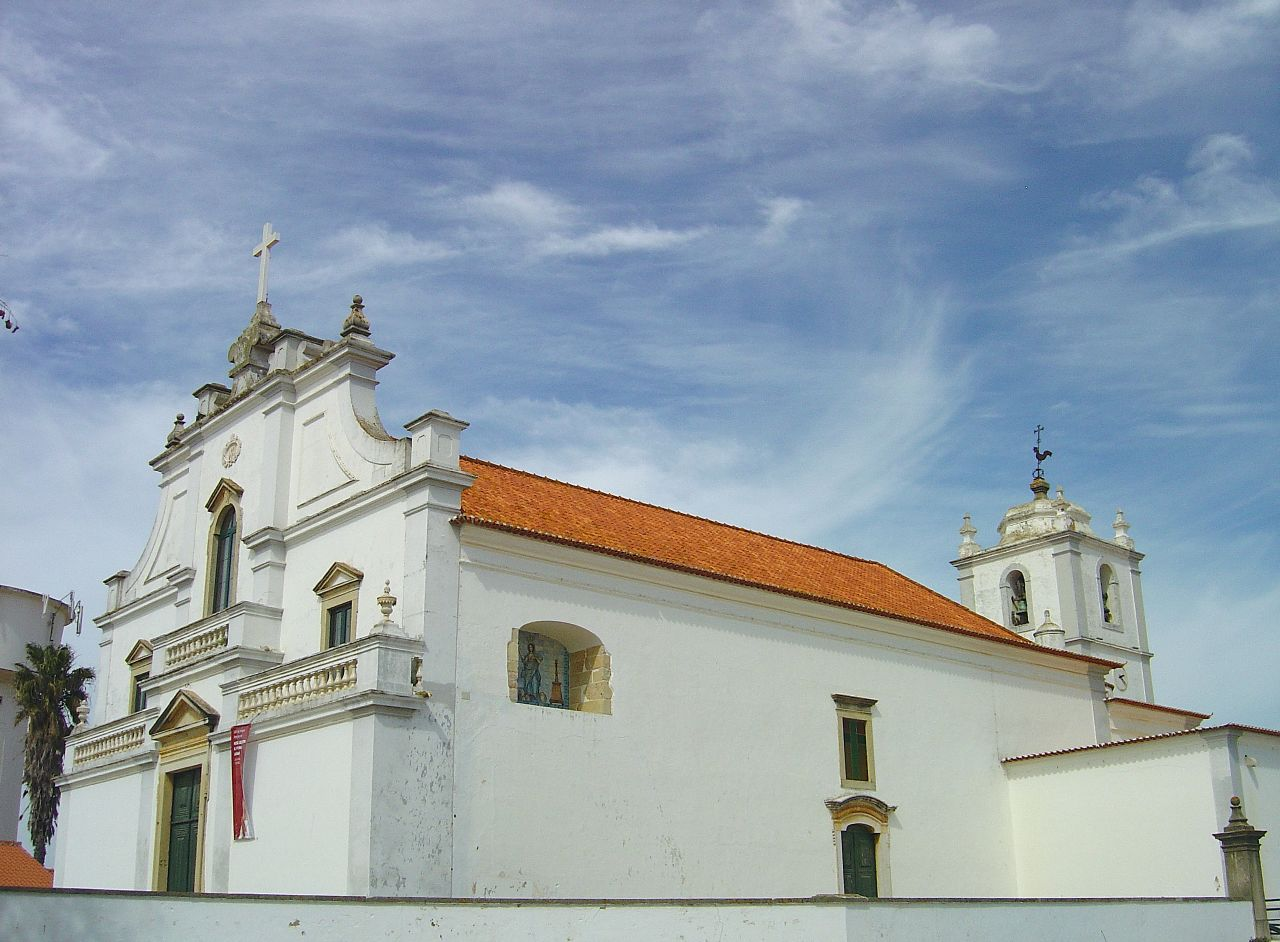
Da Igreja de Nossa Senhora da Luz em Lagoa, no Algarve, sai, anualmente, a mais grandiosa procissão portuguesa dedicada a Nossa Senhora da Luz.

Em Portugal, é o orago de diversas freguesias, sob as seguintes invocações:
| | | |

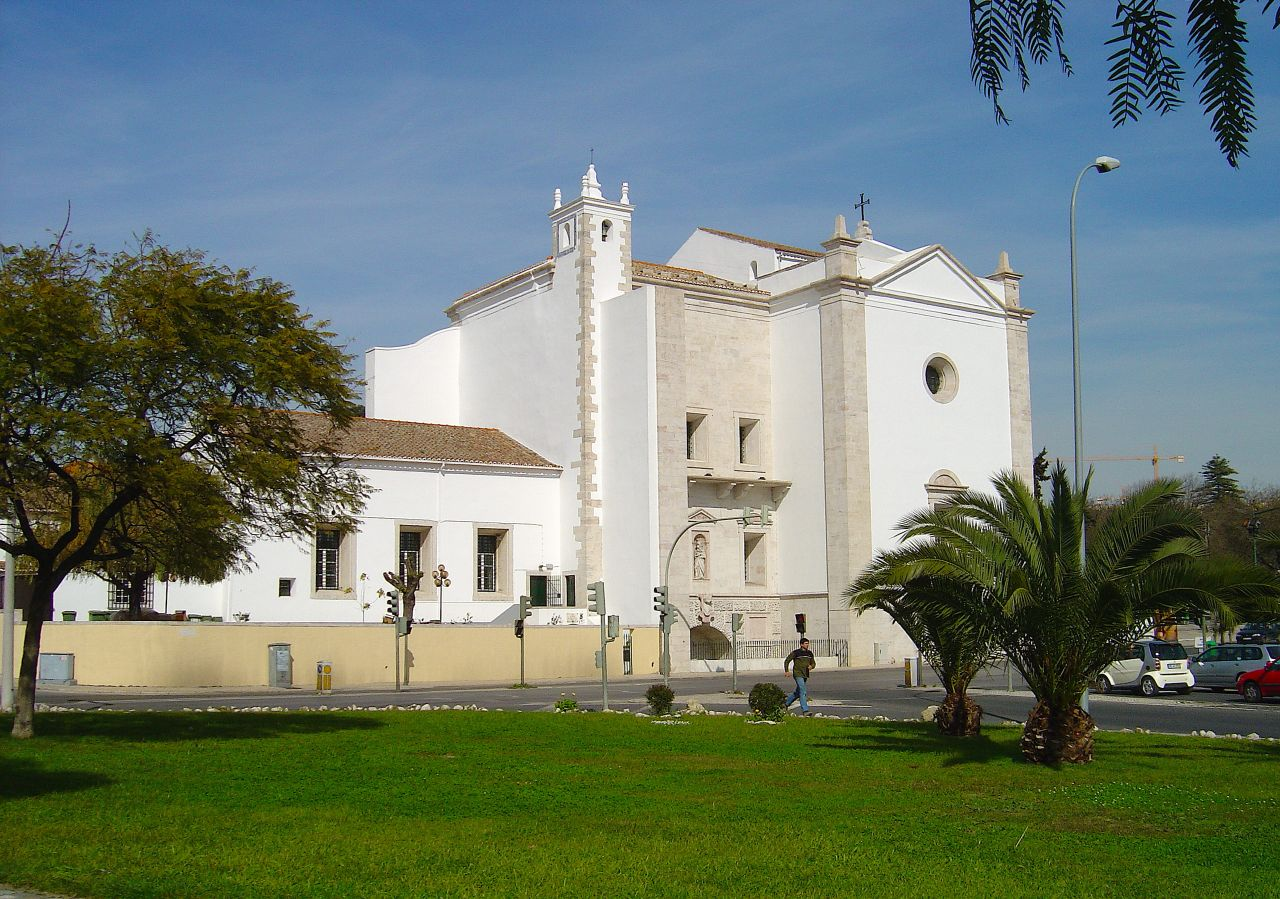
O Santuário de Nossa Senhora da Luz em Carnide, Lisboa.

| Nossa Senhora da Luz: - Ferreira (em Paços de Ferreira); - A-dos-Cunhados (em Torres Vedras); - Albernoa (em Beja); - Azueira (em Mafra); - Carnide (em Lisboa; co-orago com São Lourenço); - Carvoeira (em Torres Vedras); - Constantim (Miranda do Douro) - Farminhão (em Viseu); - Fenais da Luz (em Ponta Delgada); - Flamengos (na Horta); - Gaula (em Santa Cruz, ilha da Madeira); - Lagoa (no Algarve); - Luz (em Mourão); - Luz (em Santa Cruz da Graciosa); - Luz (em Lagos); - Luz de Tavira (em Tavira); - Maceira (em Leiria); - Pedreira (no Nordeste (Açores)); - Ponta do Sol (na Madeira); - Ponte de Vagos (em Vagos); - Póvoa de Santarém (em Santarém); - São Jorge (em Arcos de Valdevez); - Vale do Peso (no Crato); - Patameira (Sobral de Monte Agraço) - Nonoai (Brasil) | Nossa Senhora das Candeias: - Candeias (na Bahia) - Acajutiba (na Bahia) - Candeias (Minas Gerais) - Frazão (em Paços de Ferreira); - Almeida (na Guarda); - Terroso (na Póvoa de Varzim); - Cabeço de Vide (em Fronteira); - Candelária (na Madalena, Açores); - Candelária (em Ponta Delgada); - Ferreiros de Avões (em Lamego); - Igreja Nova do Sobral Mourolinho (em) Ferreira do Zêzere - Laborins (em São Pedro de Alva); - Mourão; - Penha da Águia (em Figueira de Castelo Rodrigo); - Samuel (em Soure); - Santo Espírito (em Vila do Porto - Ilha de Santa Maria, Açores); - Vera Cruz (em Aveiro). - Mala (Casal Comba-Mealhada); - S. Miguel (em [[Vizela (Portugal) - Águas Vivas (em Miranda do Douro - Bragança) | Nossa Senhora da Purificação: - Alcanede (em Santarém); - Alcoentre (na Azambuja); - Alcorochel (em Torres Novas); - Alguber (no Cadaval); - Asseiceira (em Tomar); - Assentis (em Torres Novas); - Atenor (em Miranda do Douro); - Aveiras de Cima (na Azambuja); - Azevo (em Pinhel); - Bucelas (em Loures); - Cabeção (em Mora); - Cachoeiras (em Vila Franca de Xira); - Carapito (em Aguiar da Beira); - Fiolhoso (em Murça); - Freixianda (em Ourém); - Larinho (em Torre de Moncorvo); - Louredo (em Santa Marta de Penaguião); - Macedo do Mato (em Bragança); - Matela (em Vimioso); - Montelavar (em Sintra); - Navalho (em Mirandela); - Oeiras; - Olival (em Ourém); - Pena Verde (em Aguiar da Beira); - Pernes (em Santarém); - Podence (em Macedo de Cavaleiros); - Podentes (em Penela); - Pontével (no Cartaxo); - Portela (em Loures); - Quinta do Anjo (em Palmela); - Roliça (no Bombarral); - Sacavém (em Loures); - Santar (em Arcos de Valdevez); - Santa Maria de Galegos (em Barcelos); - Santo Amaro da Purificação (em Bahia; - Santo Espírito (em Angra do Heroísmo); - Sapataria (no Sobral de Monte Agraço); - Seiça (em Ourém); - Serra (em Tomar); - Vila Chã (em Vale de Cambra); - Vila Maior (em São Pedro do Sul); - Vila de Prado (em Vila Verde) - Irará (Na Bahia - Nossa Senhora da Purificação) |